# Olimpíada de ajedrez de 1958
La XIII Olimpíada de Ajedrez masculina se llevó a cabo en el Deutsches Museum la ciudad de Múnich (Alemania), del 30 de septiembre al 23 de octubre de 1958. Participaron 36 equipos, disputándose un total de 1368 partidas. El árbitro principal fue Alois Nagler de Suiza.
El torneo fue disputado a cuatro tableros por equipo, participando un total de 207 jugadores, incluyendo 25 Grandes Maestros y 42 Maestros Internacionales.

## Resultados

### Clasificación general
| Pos. | País                          | Puntos | Equipo                                                     |
| ---- | ----------------------------- | ------ | ---------------------------------------------------------- |
|      | Unión Soviética               | 34½    | Botvinnik, Smyslov, Keres, Bronstein, Tal, Petrosian       |
|      | Yugoslavia                    | 29     | Gligorić, Matanović, Ivkov, Trifunović, Đurašević, Fuderer |
|      | Argentina                     | 25½    | Pilnik, Panno, Eliskases, Redolfi, Sanguineti, Emma        |
| 4    | Estados Unidos                | 24     | Reshevsky, Lombardy, Bisguier, Evans, Rossolimo            |
| 5    | Checoslovaquia                | 22     | Pachman, Filip, Fichtl, Kozma, Rejfíř, Šefc                |
| 6    | República Democrática Alemana | 22     | Uhlmann, Malich, Dittmann, Bertholdt, Fuchs, Pietzsch      |

### Medallas individuales

#### Primer tablero
| Pos. | Jugador              | País            | Puntos | Partidas |
| ---- | -------------------- | --------------- | ------ | -------- |
|      | GM Svetozar Gligorić | Yugoslavia      | 12     | 15       |
|      | GM Machgielis Euwe   | Países Bajos    | 8½     | 11       |
|      | GM Mijaíl Botvínnik  | Unión Soviética | 9      | 12       |

#### Segundo tablero
| Pos. | Jugador                | País            | Puntos | Partidas |
| ---- | ---------------------- | --------------- | ------ | -------- |
|      | MI Frank Ross Anderson | Canadá          | 10½    | 13       |
|      | GM Vasili Smyslov      | Unión Soviética | 9½     | 12       |
|      | GM Oscar Panno         | Argentina       | 12     | 16       |

#### Tercer tablero
| Pos. | Jugador       | País            | Puntos | Partidas |
| ---- | ------------- | --------------- | ------ | -------- |
|      | GM Paul Keres | Unión Soviética | 9½     | 12       |
|      | Jiří Fichtl   | Checoslovaquia  | 12½    | 17       |
|      | Melitón Borja | Filipinas       | 13½    | 19       |

#### Cuarto tablero
| Pos. | Jugador               | País            | Puntos | Partidas |
| ---- | --------------------- | --------------- | ------ | -------- |
|      | GM David Bronstein    | Unión Soviética | 9½     | 12       |
|      | GM Larry Melvyn Evans | Estados Unidos  | 11½    | 16       |
|      | Zandor Nilsson        | Suecia          | 11     | 16       |

#### Primer tablero de reserva
| Pos. | Jugador              | País            | Puntos | Partidas |
| ---- | -------------------- | --------------- | ------ | -------- |
|      | GM Mijaíl Tal        | Unión Soviética | 13½    | 15       |
|      | Georgi Tringov       | Bulgaria        | 7      | 10       |
|      | GM Nicolas Rossolimo | Estados Unidos  | 10     | 15       |
|      | MI Haije Kramer      | Países Bajos    | 8      | 12       |

#### Segundo tablero de reserva
| Pos. | Jugador             | País            | Puntos | Partidas |
| ---- | ------------------- | --------------- | ------ | -------- |
|      | GM Tigran Petrosian | Unión Soviética | 10½    | 13       |
|      | Győző Forintos      | Hungría         | 10½    | 13       |
|      | MI Andrija Fuderer  | Yugoslavia      | 8½     | 11       |